# Запис Дрењанина крушка (Баћевац)
Запис Дрењанина крушка (Баћевац) се налази на парцели чији је власник Дрењанин Душан.

## Локација
| Општина             | Барајево                                                                    |
| Катастарска општина | Баћевац                                                                     |
| Потес               | Девотинац                                                                   |
| Координате          | 44° 34′ 33″ С; 20° 22′ 02″ И / 44.575800000000001° С; 20.367100000000001° И |
| Надморска висина    | 210m                                                                        |

## Карактеристике
Дендрометријске вредности утврђене на терену и сателитским снимцима:
| Стабло                     | крушка |
| Висина стабла              | m      |
| Обим дебла                 | m      |
| Пречник крошње             | 8m     |
| Пречник дебла              | m      |
| Висина дебла до прве гране | m      |

## База записа
Запис је у оквиру Викимедија пројекта "Запис - Свето дрво" заведен под редним бројем 0989.